# Bursa lucaensis
Bursa lucaensis is een slakkensoort uit de familie van de Bursidae. De wetenschappelijke naam van de soort is voor het eerst geldig gepubliceerd in 1991 door Parth.